# Kormanstadion
Het Kormanstadion is een multifunctioneel stadion in Port Vila, een stad in Vanuatu. Het stadion wordt vooral gebruikt voor voetbalwedstrijden, de voetbalclub Amicale F.C. maakt gebruik van dit stadion. Ook het Vanuatuaans voetbalelftal maakt gebruik van het stadion. Er is plaats voor 6.500 toeschouwers.